# Segundo Consistório Ordinário Público de 1896

## Cardeais Eleitores
| Nº                 | País               | Nome                                | Idade              | Cargo                      | Título ou Diaconia                        |
| Cardeais eleitores | Cardeais eleitores | Cardeais eleitores                  | Cardeais eleitores | Cardeais eleitores         | Cardeais eleitores                        |
| ------------------ | ------------------ | ----------------------------------- | ------------------ | -------------------------- | ----------------------------------------- |
| 1                  | Itália             | Raffaele Pierotti, O.P.             | 60                 | Teólogo da Casa Pontifícia | Cardeal-diácono de Santos Cosme e Damião  |
| 2                  | Itália             | Giuseppe Antonio Ermenegildo Prisco | 63                 | Arcebispo de Nápoles       | Cardeal-diácono de São Cesário em Palatio |

## Link Externo
- «Catholic Hierarchy» (em inglês)